# Aerobica Tonificazione Aerobica
L'Aerobica Tonificazione Aerobica (ATA), è un metodo di allenamento fisico in stile fitness, in cui viene combinata la parte aerobica (cardiofitness) con quella anaerobica (resistance training con i pesi) nella stessa seduta. Per tali caratteristiche, l'allenamento ATA si presenta come una particolare forma di Concurrent training, termine che identifica l'impostazione di un allenamento fitness in cui l'attività aerobica e anaerobica vengono combinate nella stessa sessione di allenamento venendo svolte consecutivamente. Alcuni studi hanno riconosciuto che, tra varie tipologie di Concurrent training, l'impostazione tipica del ATA favorisce una maggiore riduzione della massa grassa e un maggiore guadagno o mantenimento di massa magra, rivelandosi più efficace sul miglioramento della composizione corporea.

## Caratteristiche
Il metodo Aerobica Tonificazione Aerobica (ATA) è emerso recentemente sul territorio nazionale grazie ad uno studio di Paoli et al. (2009). Come altri protocolli (Aerobic Circuit Training, Spot reduction, Concurrent training), esso fonde l'allenamento cardiofitness (aerobico) in forma di Steady State Training (SST) e l'allenamento coi pesi (anaerobico) in un'unica seduta, in questo caso con la particolare finalità di accentuare il dimagrimento rispetto ai metodi aerobici tradizionali, o ad altri metodi che combinano le due strategie in un'unica seduta. Lo sviluppo di tale approccio è derivato dalle conclusioni di un precedente studio di Stich et al. (2000), in cui vennero analizzate due serie di attività aerobica Steady State condotte al 50% del VO2max, entrambe della durata di 60 minuti, che venivano separate da 60 minuti di riposo. Essi dimostrarono che la seconda tra le due sedute, favoriva un maggior consumo di grasso rispetto alla prima. Sulla base di queste constatazioni, Paoli et al. elaborarono un protocollo più facilmente praticabile nei centri fitness in forma di Concurrent training, che riproponeva lo stesso principio. Il loro studio dimostrò che un'attività che alterna 20 minuti di esercizio aerobico continuato, a cui seguono immediatamente 20 minuti di attività con i pesi, seguita ancora da 20 minuti di attività cardio, risulta più efficace ai fini del dimagrimento, sia in termini totali di calo di grasso, sia in una distribuzione più uniforme del calo delle pliche, se paragonato ad un protocollo composto da 40 minuti di attività cardio seguito da 20 minuti di pesi, o viceversa. L'attività meno efficace per questo scopo è sembrata essere proprio quella composta da 40 minuti di cardio e 20 minuti di pesi.
In sostanza tale metodo di allenamento viene impostato con una prima parte dedicata all'attività aerobica a frequenza costante (Steady State Training), della durata di circa 20 minuti, la quale può essere svolta mantenendo per tutta la durata la stessa macchina cardio (modalità monomacchina), oppure variando consecutivamente i macchinari ogni 5 minuti circa (modalità circuito). Al termine di questa prima fase aerobica, si passa subito all'esercizio di resistenza con i pesi (anaerobico), che può coinvolgere ad esempio solo la parte inferiore o superiore. Nel modello presentato nella ricerca, la parte anaerobica includeva solo le regioni non interessate nella parte aerobica (solo la parte superiore), ma non si esclude che possa essere previsto un allenamento Total body o per la sola parte inferiore. Anche la durata di questa parte dovrebbe ammontare a circa 20 minuti. Potrebbero quindi essere previsti indicativamente cinque esercizi, ognuno dei quali da 3 serie, e con circa un minuto di recupero. Al termine dell'attività anaerobica con i pesi, si ritorna a svolgere l'allenamento aerobico a frequenza costante per altri 20 minuti, per un totale di 60 minuti di allenamento.
Il protocollo ATA naturalmente può essere costruito modificando diverse variabili. La parte aerobica può essere svolta a varie intensità e durata. Gli studiosi consigliano però di non ridurre la fase cardio al di sotto dei 15 minuti o al di sopra dei 30, mentre è più facilmente impostabile a bassa e media intensità (50-75% FCmax). La fase anaerobica può essere modificata variando ad esempio l'intensità, o il volume, quindi i carichi, il numero di ripetizioni, il numero di serie, e i tempi di recupero, oltre che le regioni corporee da coinvolgere.

## Riscontri scientifici
Contrariamente ad altri protocolli aerobici la cui efficacia spesso inizialmente non viene provata scientificamente tramite dei test, il sistema Aerobica Tonificazione Aerobica (ATA) è stato dall'origine supportato e diffuso dai ricercatori stessi solo dopo avere constatato la superiorità e i concreti benefici che tale strategia permetteva di ottenere. Per verificarne l'efficacia, Paoli et al. (2009) testarono il metodo esaminando un campione di 36 soggetti, di cui 25 donne e 11 uomini (età media 35 anni), per la durata di 6 settimane. I soggetti vennero distribuiti in 3 gruppi, ognuno dei quali svolgeva un diverso protocollo:
- il primo gruppo eseguiva un protocollo composto da 40 minuti di aerobica seguiti da 20 minuti di attività con i pesi (gruppo AT);
- il secondo gruppo eseguiva il protocollo Aerobica Tonificazione Aerobica (gruppo ATA);
- il terzo gruppo eseguiva un protocollo composto da 20 minuti di attività con i pesi seguiti da 40 minuti di aerobica (gruppo TA);

Le differenze tra i protocolli erano date soltanto dalla distribuzione delle due prime parti. Al termine della durata del programma di 6 settimane, venne osservato che il gruppo ATA aveva ottenuto i migliori risultati in termini di omogeneità nel calo di tutte le pliche e calo di massa grassa. Mentre il meno efficace è risultato il protocollo AT, ovvero in cui l'attività aerobica di 40 minuti precedeva quella coi pesi. I gruppi TA e ATA invece hanno mostrato risultati simili in termini di perdita di grasso, con la differenza che il primo favoriva una riduzione adiposa meno omogenea, ma con uguale efficacia in termini di dimagrimento localizzato a livello della coscia. Il gruppo TA mostrò un maggior calo del BMI (indice di massa corporea) - cioè un parametro che stabilisce il calo di peso ponderale - ma non un calo di grasso sovrapponibile, supportando l'ipotesi che il gruppo ATA avesse aumentato la massa muscolare rispetto al primo a parità di perdita di grasso.
Dai risultati della ricerca, gli studiosi conclusero che la metodica ATA sembrasse essere la più efficace in termini di calo generale del grasso sottocutaneo e contemporaneo incremento della massa muscolare. Mentre il protocollo AT, in cui l'attività aerobica di 40 minuti precedeva quella anaerobica, ha mostrato risultati scadenti sul calo della percentuale di grasso, oltre che una riduzione della massa muscolare, e quindi senza innalzare i valori metabolici (metabolismo basale). Il protocollo TA invece sortisce un dimagrimento paragonabile al ATA, ma impone anch'esso, come l'AT, un decremento della massa muscolare, il che incide in negativo sui valori del metabolismo di base, e sul dimagrimento a lungo termine. Il protocollo ATA ha mostrato migliori risultati sul miglioramento della composizione corporea (rapporto massa magra/massa grassa).

### Esempi di allenamento ATA
ATA 1:
- Bike 5' 65% FCmax
- Treadmill 5' 65% FCmax
- Bike 5' 65% FCmax
- Stepper 5' 65% FCmax
- Chest press 3 x 10-12 60 sec.
- Lat machine 3 x 10-12 60 sec.
- Shoulder press man. 3 x 10-12 60 sec.
- Curl manubri 3 x 10-12 60 sec.
- Push down 3 x 10-12 60 sec.
- Bike 5' 65% FCmax
- Treadmill 5' 65% FCmax
- Bike 5' 65% FCmax
- Stepper 5' 65% FCmax

ATA 2:
- Treadmill 20' 70% FCmax
- Squat 3 x 10-12 90 sec.
- Distensioni manubri 3 x 10-12 90 sec.
- Lat machine 3 x 10-12 90 sec.
- Shoulder press man. 3 x 10-12 60 sec.
- Treadmill 20' 70% FCmax

*Il tempo stimato nell'esercizio di resistenza con i pesi dovrebbe arrivare approssimativamente a 20 minuti.

## Altri allenamenti cardiofitness
- Steady State Training (SST)
- Cardio-Peripheral Heart Action (Cardio-PHA)
- High Intensity Interval Training (HIIT)
- Power Aerobic Circuit (PAC)
- Circuit Training (CT)
- Stubborn Fat Protocol (SFP)
- Tabata Training (o Guerrilla cardio)
- Little method
- Spot reduction (SR)
- Aerobic Circuit Training (ACT)
- Fartlek

## Altri allenamenti di resistenza
- Circuit Training (CT)
- Peripheral Heart Action (PHA)
- High Intensity Training (HIT)/Heavy duty (HD)
- High Volume Training (HVT)
- Weider system
- Position of flexion (POF)
- German Volume Training (GVT)
- Power factor training
- Static contraction training
- Body contact
- Fascial Stretch Training (FST-7)
- Zone training
- Metabolic resistance training (MRT)
- Breve intenso infrequente organizzato (BIIO)